# Automerella bouverie
Automerella bouverie är en fjärilsart som beskrevs av Conte 1906. Automerella bouverie ingår i släktet Automerella och familjen påfågelsspinnare. Inga underarter finns listade i Catalogue of Life.